# Daniel Nestor
Daniel Nestor, född 4 september 1972 i Belgrad, dåvarande Jugoslavien och nuvarande Serbien som Danijel Nestorović (serbiska: Данијел Несторовић), är en serbisk-kanadensisk vänsterhänt tennisspelare med störst framgångar i dubbel där han rankats som världsetta.

## Tenniskarriären
Daniel Nestor blev professionell ATP-spelare i juli 1991. Han har till juli 2008 vunnit 53 dubbeltitlar på touren men ingen i singel. Bland meriterna noteras fyra dubbeltitlar och två mixed dubbeltitlar i Grand Slam-turneringar, en dubbeltitel i Tennis Masters Cup och ett olympiskt guld i dubbel. Han rankades som bäst som nummer 58 i singel (augusti 1999) och som nummer ett i dubbel (augusti 2002). Nestor har till juli 2008 vunnit 6 966 422 US dollar. 
Nestor utgör tillsammans med Mark Knowles från Bahamas ett enastående framgångsrikt dubbelpar. De båda har vunnit 40 tourtitlar i dubbel, däribland tre GS-titlar och Tennis Masters Cup, den senare segern i november 2007 genom finalseger över Simon Aspelin & Julian Knowle (6-2, 6-3).
Nestors och Knowles första GS-seger blev dubbeltiteln i Australiska öppna 2002, som paret vann genom finalseger över Michael Llodra & Fabrice Santoro med siffrorna 7-6, 6-3. I september 2004 vann de sin andra GS-titel genom att i finalen i US Open besegra indiern Leander Paes & tjecken David Rikl med 6-3, 6-3. Den senaste GS-segern vann Nestor och Knowles i Franska öppna 2007 då de i finalen besegrade tjeckerna Lukas Dlouhy & Pavel Vízner i tre set med siffrorna 2-6, 6-3, 6-4. I januari 2007 vann Nestor mixed dubbeltiteln i Australiska öppna tillsammans med Jelena Likhovtseva. I finalen besegrade de Victoria Azarenka & Max Mirnyi med 6-4 6-4. Han försvarade sedan titeln 2008 tillsammans med Sun Tiantian, Kina, efter vinst över indierna Sania Mirza och Mahesh Bhupathi, med 7-6(4)6-4. I Wimbledonmästerskapen 2008 vann Nestor titeln med Nenad Zimonjic, efter att i finalen besegrat Jonas Björkman och Kevin Ullyett med siffrorna 7-6(12) 6-7(3) 6-3 6-3. 
Nestor vann dubbelguldet i de Olympiska sommarspelen 2000 i Sydney tillsammans med landsmannen Sebastien Lareau genom finalseger över Todd Woodbridge & Mark Woodforde med 5-7, 6-3, 6-4, 7-6. 
Daniel Nestor har deltagit i det kanadensiska Davis Cup-laget 1992-2000 och 2002-08. Han har spelat 56 matcher för laget och vunnit 38 av dem av vilka 23 i dubbel med olika partners. Som ett kuriosum kan nämnas att han i sin allra första DC-match i ett möte mot Sverige, i singel besegrade Stefan Edberg med 4-6 6-3 1-6 6-3 6-4. Bland singelmeriterna i DC-sammanhang kan också nämnas segrar över spelare som Nicolas Lapentti, Mark Knowles och Marcelo Rios.

## Spelaren och personen
Daniel Nestor föddes i Belgrad i dåvarande Socialistiska Republiken Jugoslavien men flyttade med sina föräldrar till Kanada 1976. Han gifte sig 2005 med Nataša Gavrilović.

## Grand Slam-titlar
- Australiska öppna
  - Dubbel - 2002 (med Mark Knowles)
  - Mixed dubbel - 2008 (med Sun Tiantian), 2007 (med Jelena Likhovtseva)
- Franska öppna
  - Dubbel - 2007 (med Mark Knowles)
- Wimbledonmästerskapen
  - Dubbel - 2008 (med Nenad Zimonjic)
- US Open
  - Dubbel - 2004 (med Mark Knowles)

## Övriga ATP-titlar

### Dubbel (49)
- 1994 - Bogotá
- 1995 - Indianapolis
- 1996 - Doha, Memphis, Hamburg, Cincinnati
- 1997 - ATP Masters Series Indian Wells, Rom (Italienska öppna)
- 1998 - Cincinnati, Tokyo
- 1999 - Sydney, Shanghai
- 2000 - Stockholm Open, Montréal/Toronto, Olympiska sommarspelen 2000, St. Petersburg
- 2001 - Doha, Sydney, Halle, Lyon
- 2002 - Dubai, Indian Wells, Miami, Indianapolis, Madrid
- 2003 - Memphis, Acapulco, Houston, Hamburg, London/Queen's Club, Basel
- 2004 - Marseille, Barcelona, Cincinnati, Madrid
- 2005 - Indian Wells, Houston, Wien, Madrid
- 2006 - Delray Beach, Indian Wells, Barcelona, Italienska öppna, Basel
- 2007 - London/Queen's Club, Tennis Masters Cup, St. Petersburg
- 2008 - London/Queen's Club, Hamburg, Toronto

### Webbkällor
- ATP, spelarprofil